# حنقط صيني
الحِنقِط الصيني طائر من الحنقط كبير الجثة طوله نحو 85 سم. قنزعته كثيفة الريش القصير. ثوبه متراكب الألوان يكثر فيه الأزرق الأسفع المواج. موطنه جبال الصين. مجثمه الاشجار الأفقية الأغصان.